# Île de Kubbar
L'Île de Kubbar est une île inhabitée du Koweït dans le Golfe Persique. Elle est située à environ 30 km au sud-est de Koweit City.
Elle est de forme à peu près circulaire, avec un diamètre d'environ 380 m, et a une superficie d'environ 11 hectares. Elle est sablonneuse avec de la végétation éparse.
Six soldats irakiens tués pendant la Guerre du Golfe en 1991 ont leur tombe sur l'île.
On y trouve un phare et une antenne relais.